# 蘇起
蘇起（1949年10月1日—），原名永鑫，別號永昕，中華民國政治人物、國際政治學學者，中國國民黨籍，生於台中市。曾任國家安全會議秘書長、行政院大陸委員會主任委員、第六屆立法委員、國立政治大學與淡江大學教授，也是「九二共識」一詞之創造者。
2013年6月，前中國國民黨主席吳伯雄率團至中國大陸北京，與中共中央總書記習近平會面，已經卸任公職的蘇起也有隨行。

## 生平
1949年苏起出生於台中市，畢業於國立政治大學外交學系，赴美學成歸國後擔任政大國際關係研究中心副研究員，李登輝時代的九十年代開始被啟用進入陸委會系統，擔任國民黨政務官。後短暫轉任新聞局局長任內廣為民眾認識，後重回陸委會系統歷練，最終升至主委。蘇起著名事件是在2000年4月自創「九二共識」一詞表達「一個中國，各自表述」的意思，總統李登輝並不知情，時至今日成為兩岸事件的官方常用語詞。中國共產黨與新華社事後僅認定「兩岸同屬一個中國」，對於「各表」部分則未承認。此句亦被應用於新版一中原則三段論之第二句，並於2005年寫入反分裂國家法。
離職回任教職直到陳水扁總統任期結束後國民黨拿回政權，才擔任馬英九任內第一位國安會秘書長，蘇起總結陳水扁執政期的兩岸與對美關係的發展，提出了兩岸「不統、不獨、不武」的主張，作為綜合兩岸、國際及國內三方現實的最佳平衡點。此一倡議，後來成為馬蕭在競選時的政見，以及後來馬政府的大政方針。
2010年2月11日，蘇起召開記者會請辭國家安全會議秘書長，此後淡出官場。2013年6月，隨吳伯雄訪問北京，與中共中央總書記習近平會面。
2019年7月，蘇起加入2020年中華民國總統選舉候選人韓國瑜的國政顧問團，蘇本人負責兩岸與外交方面議題。

## 荣誉

### 中华民国勋章奖章
- 二等景星勋章（1999年1月30日于台北总统府颁授[6]）
- 一等卿云勋章（2010年3月9日于台北总统府颁授[7]）

## 家庭
雙親於戰後自浙江杭州移居台灣，1949年出生於台中市
- 妻：陳月卿，任職華視，為知名媒體人
- 弟：蘇永欽，德國慕尼黑大學法學博士，國立政治大學教授，前國家通訊傳播委員會主委
- 妹：蘇永安

## 各項言論

### 國際協定大於國內法
2009年10月27日，台灣放寬美國牛肉進口政策引發爭議。台灣放寬進口美國帶骨牛肉、牛腦、牛內臟以及牛骨髓，但稍後政府又稱其中的牛骨髓並未不開放。
由於這是台灣與美國外交的重大事件，是否開放為狂牛症疫區的美國牛肉完全進口也曾在許多亞洲國家引起極大爭議。面對反對聲浪，蘇起的國安會便在這起事件上負責捍衛馬英九總統的決策，也為政府與民眾溝通不足致歉。
蘇起於2009年11月5日強調國際協定效力大於國內法，亦即如果國內的立法院修法要將牛肉進口的部位限定，此舉於法將無效，也會傷害台灣在美國前的形象，但此發言有人提出爭議，由於國際協定本需由立法院審議才可通過，國安會此舉將架空立法院在國際協定上的憲政權力。

### 兩岸結局
2018年6月份投書中國時報社論並在臉書發表論點，蘇起認為兩岸若不能在談判桌上談出一個雙方能接受的和平統一結局，則最終只有五種結局：
|   | 名稱       | 情境 | 結局 |
| - | ---------- | --- | --- |
| 1 | 菲律賓化   | 兩岸冷競爭狀態長期，中國大陸採用經貿與政戰手段直到2035年，台灣經濟總量將輸給大陸20個省份以上，而東南亞不少國家也追上到台灣八成。人才與資金加速外流，投資消費持續疲軟，經濟衰退導致的社會問題更激化，台灣民主被宣傳成負面教材，國際無地位無空間可言。 | 中國崛起計畫已經進入收官的後半段，坐等台灣瓜熟蒂落，可能是某場很小規模的動武或某種未知方式結束。                                                                                 |
| 2 | 古巴化     | 美國想打「台灣牌」卻超越紅線，牽動了黃海、東海、南海局勢，解放軍對台採準武力行動，爆發古巴危機式事件的封鎖與制裁，軍力大量部署至台灣周邊 | 中美圍繞台海大舉博弈，但美國不會冒險正面大國戰爭最終一定後退，台灣經貿與社會穩定成為犧牲品，類似菲律賓化結局但過程更快。                                                         |
| 3 | 克里米亞化 | 烏克蘭的克里米亞式結局，美國放棄所有裡子只求檯面上稍有尊嚴的抽身，加上台灣內部有統一勢力崛起足已強大到控制相當比重的政治和輿論。 | 解放軍不發一彈和平接管，台灣併入中華人民共和國。 |
| 4 | 伊拉克化   | 台灣打出法理台獨付諸行動，但中國共產黨不可能做出任何退讓，因為台灣有列強侵略的歷史象徵意義與種種民族情緒糾葛，任何一中共領導人在這事件上妥協會立即被民眾與政敵推翻，帶來不可知的社會動盪，所以不可能退讓。                                           | 立即發生大型戰爭，西方可能隱身背後介入或是不介入，但若是規模激烈，台灣成為中東式的廢墟戰場，經濟倒退數十年後被統一。                                                             |
| 5 | 上海公報化 | 因種種國際國內變化，美國認知中國崛起已不可阻擋，接受兩超多強，共管世界的現實格局，尋求一場大談判，在各種國際議題處理達成一個最終大交易，台灣議題被擺上桌成為談判要價籌碼。                                                                           | 談定後美國會簽署最終公報，不介入台海並明確承認台灣為中華人民共和國領土，並間接配合統一行動。之後台灣內可能發生自然或人為的巨變，對岸介入後不論和或武的手段都將在短期間邁向結局。 |

#### 兩岸結局簡表
| 名稱                                      | 經歷時段 | 大陸對台軍事打擊 | 台灣蒙受經濟損失 | 美國出兵對抗大陸 |
| ----------------------------------------- | -------- | ---------------- | ---------------- | ---------------- |
| 菲律賓化                                  | 久*      | 微               | 中               | 無               |
| 古巴化                                    | 短*      | 強（武統）       | 強               | 代理人戰爭       |
| 克里米亞化                                | 中       | 無（和統）       | 弱               | 無               |
| 伊拉克化                                  | 短*      | 烈（武統）       | 烈               | 代理人戰爭       |
| 上海公報化                                | 中       | 中               | 中               | 無               |
| 經歷時段：久*=2035年之後、 短*=2024年之前 |          |                  |                  |                  |

### 習近平的局勢
於2019年天下雜誌的知識沙龍演講會上，蘇起分析認為很多人忽略美國社會「台灣化」現象，民眾間因政治日益撕裂，官員也不再行政中立而有出現美國民主黨公務員暗中反抗不執行總統川普的政令，這在他年輕時接觸美國的經驗是不可想像的事情，所以很多人說中國大陸名目GDP總量約美國2/3美國依然是第一但忽略美國力量是外在分散於各地、內在分散於社會，而中國共產黨能調用這2/3力量的全部集中往一個方向。另一方面習近平自2012年出任總書記後的反腐措施多年來至今量變產生質變，有些人包含蘇起自己當年都懷疑他是不是以反貪來鬥政敵，中間有沒有鬥爭夾雜不可斷言。但至今270萬公務員和官員被調查，140萬人被處置甚至判重刑，這人數已經不是宮廷鬥爭能解釋也不可能270萬人都是政敵，所以是真的反腐且百姓有感受到，這一現象導致習近平的民間支持度很高，台灣和一些外國的民眾都忽視這現象帶來的力量對台灣局勢極度不利。
因為被肅清的貪官及其家族始終在找機會反撲甚至勾結外國，所以習廢除任期制可能再擔任第三任或更久就是拆除任期這一大的不確定性和可能有人借題發揮的桎梏，但還有一個貪官家族可能發動反習的點就是台灣問題，作為長期在福建任官可視為最了解台灣的中共領導人，如果任內台灣問題都沒進展還走向更獨，可在北京政壇被解釋為和平統一沒有可能，所有溫和手段都只是軟弱無用而發動逼宮，屆時習近平為了穩固自身地位不排除對台採用最強硬手段，上述的整套脈絡始終沒有台灣媒體在關注或敢講出來，讓許多人陷入錯誤幻想。同時他在電台專訪表示有一種畢生從事外交兩岸的強烈直覺性綜合判斷，2024年之前台灣問題會成為一個非處理不可的時機點，大陸方面一定會有某種大型動作，他不敢斷言是武統或什麼，但一定有大事件到達發生的臨界點。

### 其他
- 2007年蘇起在立法院質詢時宣稱：「陳水扁總統下令中科院研發裝載核子彈頭的雄風二E型飛彈，將可作為與美國談判的籌碼，以換取第一家庭獲得美國的政治庇護。」因此他強烈要求刪除雄風二E型飛彈的量產預算，但事後陳水扁政府否認交換一說，認為是他的個人推理，其目的是要加速中共武統可能性。[13]
- 2014年11月6日，在出版的自傳《兩岸波濤二十年紀實》中說，2008年5月20日馬英九總統就職前夕請蘇起將就職講稿拿給連戰、江丙坤過目，蘇起向連戰報告時，連戰逐字抄下講稿內容，連戰的舉措格外不尋常。[14][15]
- 2018年當選並就任的高雄市長韓國瑜是蘇起在國立政治大學東亞研究所的碩士生。蘇起曾指導韓國瑜的論文。[16]

## 主要著作
| 年份   | 書名                                                   | 作者 | 出版社   | ISBN               |
| ------ | ------------------------------------------------------ | ---- | -------- | ------------------ |
| 2024年 | 《美中對抗下的台灣選擇》                               | 蘇起 | 天下文化 | ISBN 9786263556164 |
| 2019年 | 《台灣的三角習題：從美中台到紅藍綠，台灣前途的再思考》 | 蘇起 | 聯經出版 | ISBN 9789570854343 |
| 2014年 | 《兩岸波濤二十年紀實》                                 | 蘇起 | 天下文化 | ISBN 9789863205951 |
| 2003年 | 《危險邊緣：從兩國論到一邊一國》                       | 蘇起 | 天下文化 | ISBN 9789864172382 |
| 1992年 | 《論中蘇共關係正常化（1979～1989）》                   | 蘇起 | 三民     | ISBN 9789571418339 |